# Maggie Lim
Maggie Lim (Chinesisch: 林陈美仪; * 5. Januar 1913 in Singapur; † November 1995 in Claremont, Kalifornien), geb. Tan, war eine singapurische Ärztin und Sozialreformerin. Als erste Schülerin Singapurs gewann sie 1930 das Queen's Scholarship und studierte in England Medizin. In Singapur eröffnete sie mehrere Kliniken für Mütter und Kinder und war Wegbereiterin für Familienplanung, die insbesondere sozial benachteiligten Frauen Empfängnisverhütung zugänglich machte. Als Leiterin der Abteilung für die Gesundheit von Müttern und Kindern im Gesundheitsamt verbesserte sie das singapurische Gesundheitssystem nachhaltig und machte es für Mütter und Kinder zu einem der besten des Commonwealth of Nations. 2014 wurde sie für ihre Verdienste in die Singapore Women's Hall of Fame aufgenommen.

## Leben

### Herkunft und Ausbildung
Maggie Lim war die Tochter des Geschäftsmannes Tan Kwee Swee, Enkelin des chinesischen Politikers Tan Kim Ching und Ururenkelin des Philanthropen und Friedensrichters Tan Tock Seng, der das Tan Tock Seng Hospital gestiftet hatte. Sie wuchs gemeinsam mit ihrem Bruder John Tan Thoon Lip auf und besuchte ab dem Jahr 1919 die Raffles Girls School. Dort war sie so erfolgreich, dass sie mehrere Klassen übersprang und mit sechs Auszeichnungen einen Rekord aufstellte. Sie schloss die höhere Schule bereits mit 12 Jahren ab und bewarb sich für das Queen's Scholarship, das pro Jahr zwei begabten Schülern das Studium an englischen Universitäten ermöglichte.
Dazu wechselte Lim 1929 auf die bislang rein männliche Raffle Institution (RI). Ihre Tochter Patricia Lim erzählte später in einem Interview: „Damals wurden Schüler, die das Zeug für das Queen's Scholarship hatten, in besonderen, vorbereitenden Klassen im RI platziert und das Mindestalter für Bewerber war 16. Meine Mutter musste drei Jahre warten, bis sie 1930 die Erlaubnis erhielt, die Klasse für das Queen's Scholarship zu besuchen.“ Maggie Lim war 1930 das erste Mädchen, der das Stipendium zuerkannt wurde. Ihr Bruder John Tan Thoon Lip hatte es im Vorjahr erhalten und somit studierten beide Geschwister in England. Ab 1931 besuchte Lim die London School of Medicine for Women und erhielt ihre praktische Ausbildung im Royal Free Hospital. Anschließend praktizierte sie im Ormonde Street Hospital für Women und trat 1939 dem Royal College of Surgeons of England bei.

### Ärztin in Singapur
1940 kehrte Maggie Lim nach Singapur zurück zu ihrer seit 1937 verwitweten Mutter und ihrem Bruder, der in England Rechtswissenschaft studiert hatte und am Obersten Gericht Registerrichter werden sollte. Sie begann als Ärztin zu arbeiten, musste jedoch aufgrund des Einmarschs der japanischen Armee im Februar 1942 ihre Arbeit unterbrechen. In Endau im Bundesstaat Johor arbeitete sie als Lagerärztin und hielt die Versorgungslinien für die Malayan Peoples’ Anti-Japanese Army instand.
Zu einem nicht näher bekannten Zeitpunkt zwischen 1940 und 1948 heiratete Maggie Lim den politischen Aktivisten Lim Hong Bee, mit dem sie die Töchter Patricia Lin und Gillian Lin bekam. Eine Quelle erwähnt eine Tochter namens Anah Lim. Während des Zweiten Weltkriegs kam Lims Ehemann Lim Hong Bee mit der kommunistischen Partei Malayas in Berührung und wurde nach Kriegsende Mitbegründer der Partei Malayan Democratic Union. Durch ihn kam Maggie Lim in Kontakt mit dem jungen Journalisten Sinnathamby Rajaratnam. Als 1948 Krieg zwischen British Malaya und der kommunistischen Malayan National Liberation Army ausbrach, tauchte Lim Hong Bee unter.
Ein großes Problem, das sich Maggie Lim stellte, war die hohe Kinderanzahl in armen Familien. In einem Interview erzählte sie von Frauen mit 18 Schwangerschaften und Familien mit 8 Kindern, die sie nicht ernähren oder kleiden konnten. Ihre Tochter berichtete: „Immer wieder würden Frauen, ausgezehrt von Geburten oder Armut, sie anflehen, ihr Neugeborenes zu kaufen, das sie nicht versorgen konnten. Wieder und wieder sah sie die Folgen von verpfuschten Schwangerschaftsabbrüchen.“ Die Lösung dafür sah Lim darin, allen Schichten Empfängnisverhütung zugänglich zu machen und zu gezielter Familienplanung zu ermutigen. Auch stellte sie fest, dass viele Mütter nicht wussten, wie sie ihr Neugeborenes füttern sollten. Im März 1949 trat sie daher eine viermonatige Reise nach England an, um sich Einrichtungen für Mütter und Kinder anzusehen, die sie im Laufe der Zeit auch in Singapur einführte. Im selben Jahr trat sie als ehrenamtliche Ärztin in die Singapore Family Planning Association ein und beriet in dieser Eigenschaft nach Dienstende junge Mütter und Familien zu den Themen Verhütungsmittel und Kinderversorgung. Ihre Kliniken waren in dieser Zeit die einzige Anlaufstelle für kranke Kinder und überforderte, sozial benachteiligte Mütter. Pro Tag hatte sie zwischen 40 und 60 Babys zu behandeln.
Trotz ihrer harten Arbeit gab es Rückschläge, teilweise aufgrund der politischen Aktivitäten ihres Mannes. Lim Hong Bees Widerstand gegen die Malaiische Union rückte ihn und somit auch Maggie Lim ins Fadenkreuz der Behörden. Anfang 1951, während er in London weilte, durchsuchte die Polizei das Haus der Familie in Singapur und beschlagnahmte in Maggie Lims Anwesenheit die Dokumente ihres Mannes. Sie selbst wurde am 8. Januar verhaftet, was von Historikern mitunter als Sippenhaftung interpretiert wurde. Am 5. Februar wurde sie unter Auflagen aus der Haft entlassen und konnte ihre Arbeit als Ärztin wieder aufnehmen, durfte jedoch nicht mit der Presse sprechen. 1958 wurde ihr Mann aus Singapur verbannt. Hinzu kamen Anfeindungen von religiösen Gruppierungen. Es galt als kontrovers, Frauen Kontrolle über ihre Fruchtbarkeit zu geben, weshalb ihre Gegner erklärten, dass Lim und die Family Planning Association „in der Hölle brennen würden für ihre Bösartigkeit, in die Natur einzugreifen“ und sie würden „die Jugend korrumpieren und planen, die Welt zu entvölkern“. Dennoch verbesserte sich durch ihre Bemühungen zwischen 1954 und 1956 die Kindergesundheit in Singapur so gravierend, dass die Stadt 1958 vom National Baby Welfare Council of Britain den Preis Kettering Shield verliehen bekam.
1959 kam die People’s Action Party an die Macht, woraufhin Maggie Lim finanzielle Unterstützung für landesweite Aufklärungskampagnen erhielt. Auf diese Weise wurde ihr eine Ausstellung zum Thema Verhütung in der Victoria Memorial Hall ermöglicht. Mit der Kampagne erreichte Maggie Lim Zehntausende Menschen. 1963 übernahm sie im Gesundheitsamt die Leitung der Abteilung für die Gesundheit von Müttern und Kindern und übernahm den Vorsitz der Family Planning Association, den vorher Benjamin Henry Sheares innegehabt hatte. Als die Regierung 1965 ein Gremium für Familienplanung und Bevölkerung einrichtete, übernahm Lim das Amt der Präsidentin. Bis 1969 bzw. 1970 saß sie außerdem im Hebammenrat und im Medizinerbeirat.

### Spätere Jahre
In den 1970ern nahm Maggie Lim eine Professur für Epidemiologie und öffentliche Gesundheit am East–West–Center der University of Hawaiʻi an. 1973 sprach sie mit dem Honolulu Advertisor über Methoden der Familienplanung und Geburtenkontrolle in Singapur, da sie in Hawai‘i ein ähnliches Bevölkerungsproblem sah. Ihre letzten Jahre verbrachte sie in Claremont, Kalifornien, wo sie im November 1995 starb.

## Würdigungen
2014 wurde Maggie Lim posthum in die Singapore Women's Hall of Fame aufgenommen. Am 14. März 2022 wurde sie mit einem Google Doodle geehrt.